# Mark Willems
Mark Willems (Gent, 21 december 1947) is een Vlaams acteur. Zijn bekendste rol is die van Luc Bomans in Thuis. Deze rol speelde hij van 1996 tot en met 2018.
Willems studeerde aan de toneelafdeling van het conservatorium van Gent. Hij was gedurende 20 jaar vast verbonden aan het NTG en speelde een opmerkelijke rol naast Jan Decleir in de film Mira. Sinds 1993 is Mark freelance acteur. Hij speelde gastrollen in De Kotmadam, Flikken (Werner Lefever), Heterdaad (Jos Tanghe), Het Park (bookmaker) en Windkracht 10 (Frans de Gruyter).